# Outside the Wire
Outside the Wire è un film del 2021 diretto da Mikael Håfström.

## Trama
Nel 2036, una guerra civile tra ribelli filo-russi e resistenze locali in Ucraina porta gli Stati Uniti d'America a dispiegare forze di pace. Durante un'operazione, una squadra di marine e "Gumps", soldati robotici, cade in un'imboscata. Disobbedendo a un ordine, il pilota di droni tenente Harp schiera un missile Hellfire in un attacco con un drone contro un presunto lanciatore nemico, uccidendo due marine, salvandone trentotto. Come punizione, Harp viene inviato a Camp Nathaniel, la base operativa degli Stati Uniti in Ucraina, dove viene assegnato al capitano Leo, un super soldato androide altamente avanzato e sperimentale.
Harp e Leo partono per una missione: impedire al terrorista Victor Koval di ottenere il controllo di una rete di missili nucleari dell'era della Guerra fredda, con la scusa di fornire vaccini a un campo profughi. Lungo la strada, rispondono a un attacco a un camion dei soccorsi amico, provocando una situazione di stallo tra i marine e la gente del posto armata. Dopo che un Gump ha sparato a un locale che gli ha lanciato un sasso, il capitano Leo negozia una soluzione pacifica dando alla gente del posto il contenuto del camion dei soccorsi. Tuttavia, gli insorti tendono un'imboscata alla gente del posto e ai marine, provocando uno scontro a fuoco. Ciò costringe Leo e Harp a recarsi a piedi al campo profughi, mentre i marine rimangono indietro per ingaggiare gli insorti.
Dopo essere arrivati al complesso dei rifugiati, Leo e Harp vengono attaccati da un ribelle, che uccide alcuni civili. Leo tortura l'insorgente per ottenere informazioni, prima di lasciarlo uccidere dalla folla riunita. Leo e Harp incontrano il loro contatto Sofiya, leader della resistenza. Sofiya li conduce da un trafficante d'armi che conosce l'ubicazione di un caveau di una banca contenente i codici di lancio nucleare che Koval sta cercando. Harp e Leo si recano alla banca e vengono raggiunti dalle forze di Koval. Mentre Harp aiuta a salvare i civili coinvolti in un fuoco incrociato tra Gumps statunitensi e russi, Leo recupera i codici ma non riesce a trovare Koval. Un attacco con un drone distrugge la banca e diversi edifici, portando il comando militare a credere che sia Koval che Leo siano morti.
Harp si riunisce con Leo, il quale gli dice che lo ha manipolato per aiutarlo a sfuggire agli occhi del comando militare per prendere il controllo dei missili. Leo mette fuori combattimento Harp e lo lascia sul ciglio della strada dove viene raccolto dagli uomini di Sofiya. Leo incontra Koval per dargli i codici, ma lo uccide quando Koval rifiuta di concedere a Leo l'accesso a un silo missilistico nucleare. Harp informa Sofiya e il suo comandante delle azioni di Leo, e si rendono conto che Leo sta progettando di lanciare i missili nucleari verso gli Stati Uniti, al fine di impedire loro di combattere altre guerre in futuro. Harp si offre volontario per infiltrarsi nel silo. Disabilita Leo ma solo dopo l'avvio del lancio di un missile, spiegando che il suo obiettivo era quello del fallimento del programma del super soldato androide. Harp fugge mentre il silo viene distrutto da un attacco di un drone prima che il missile possa essere lanciato, distruggendo Leo. Harp ritorna al campo Nathaniel e riceve lodi dal suo comandante, che lo informa che tornerà a casa.

## Produzione
Le riprese del film sono iniziate nell'agosto 2019 a Budapest e sono durate otto settimane.

## Promozione
Il primo trailer del film è stato diffuso il 6 gennaio 2021.

## Distribuzione
Il film è stato distribuito sulla piattaforma Netflix a partire dal 15 gennaio 2021.